# شون أوسوليفان (سياسي)
شون أوسوليفان هو سياسي كندي، ولد في 1952، وتوفي في 9 مارس 1989 بسبب ابيضاض الدم. حزبياً، نشط في الحزب الكندي التقدمي المحافظ. وقد انتخب عضو مجلس العموم الكندي.